# Takanonami Sadahiro
Takanonami Sadahiro (貴ノ浪 貞博 en japonés, nacido el 27 de octubre de 1971 como Namioka Sadahiro (浪岡 貞博 en japonés) en Misawa, Aomori, Japón; y fallecido el 20 de junio del 2015 en Osaka, Japón) fue un luchador de sumo o rikishi que obtuvo el grado de ōzeki, el segundo más alto del sumo desde 1994 hasta el 2000 y ganó dos títulos. Fue entrenador u oyakata desde su retirada en el 2004 hasta su muerte en el 2015 a la edad de 43 años.

## Carrera
Nacido en Misawa, Aomori, el joven Namioka hizo sumo en la escuela primaria, pero no considerada inicialmente como una profesión, intentando seguir a su padre y trabajar en el gobierno local. Sin embargo, fue presentado ante Fujishima oyakata (ex Takanohana Kenshi), quien se encontraba en Misawa dando un discurso, y fue persuadido de unirse a la Fujishima beya.
Takanonami hizo su debut profesional en 1987. Se convirtió en sekitori en marzo de 1991 cuando fue ascendido a la división jūryō, y llegó a la división makuuchi en noviembre de 1991. Lideró la carrera por el campeonato en la primera semana del torneo, siendo el primer debutante en hacerlo, y derrotó a Kotonishiki, ganador del torneo anterior. Sin embargo, comenzó a perder en la segunda semana y terminó con un resultado de 8 - 7. Obtuvo su primer premio especial como komusubi en mayo de 1993. Después de quedar subcampeón con un resultado de 13 - 2 en el rango de sekiwake en enero de 1994, fue asecndido a ōzeki, simultáneamente con Musashimaru. Sus títulos en enero de 1996 y  en febrero de 1997, ambos los obtuvo en los kettei-sen o play off contra Takanohana II. Normalmente evitó que Takanohana II salga campeón, así como otras estrellas de makuuchi como Wakanohana III, Takatōriki y Akinoshima, así como lo fueron todos los miembros de la Futagoyama beya, una gran heya dominante que se había fusionado con la Fujishima beya en 1993. En su mejor momento, consistentemente obtuvo 11 ó 12 victorias en un torneo y fue subcampeón en tres ocasiones en 1996; victorias como sekiwake en enero del 2000, el primer luchador en lograrlo desde que Mienoumi lo lograse en 1976. Sin embargo, con dos make-koshi consecutivos sería nuevamente degradado, y nunca más lo pudo recuperar.

## La rivalidad con Musashimaru
Takanonami tuvo una rivalidad con el también ōzeki y luego yokozuna Musashimaru, se enfrentaron sesenta veces, un número récord de combates para una rivalidad individual en la historia del sumo. En realidad Musashimaru tomaba la sartén por el mango, ganando 39 veces contra 21 de Takanonami, aunque Takanonami se las arregló siete veces seguidas entre noviembre de 1996 y enero de 1998, y también ganó las tres últimas peleas, después de haber sido descendido del grado de ōzeki. Dos de esas victorias le sirvieron par ganar sus dos únicos kinboshi.

## Estilo de lucha
Takanonami tenía un estilo defensivo inusual, a menudo siendo conducido de nuevo al borde del dohyō antes de usar su largo alcance que consistía en inclinarse y apoderarse de las manos de su oponente y lanzar una contraofensiva. Regularmente ganaba por kimedashi,
un kimarite que rara vez se ve hoy en día. En sus últimos años, sus diversas lesiones (en particular aquellas a los tobillos) indicaban que era menos eficaz en el sumo, y sus resultados comenzaron a bajar. Se mantuvo en gran medida en el grado de maegashira y tuvo seis make-koshi consecutivos en 1996 y en el 2003.

## Retiro
En el 2004, Takanonami era el único rikishi en makuuchi de la dominante Futagoyama beya a la que se le había cambiado el nombre a Takanohana beya unos meses antes. Había descendido a maegashira 13, y después de perder sus dos primeras peleas, anunció su retirada. Trabajó como oyakata en su antigua heya bajo el kabu de Otowayama Sadahiro (音羽山 貞博 en japonés). Junto con otros cinco oyakatas (Magaki, Onomatsu, Ōtake, Tokiwayama, Futagoyama), que dejaron la Nishonoseki ichimon o grupo de heyas en enero del 2010, después de declarar su apoyo a su antigua heya, oferta que no fue autorizada por Takanohana II para ser elegido miembro de la junta directiva de la Asociación de Sumo del Japón.[cita requerida] Fue nombrado shinpan o juez de combate en febrero del 2015. Como oyakata era conocido como una de las personalidades más brillantes en su heya, y apareció en una serie de programas variados en la televisión japonesa, debido en gran medida a su personalidad accesible.
Takanonami era al parecer un gran fanático del fútbol americano y apareció como comentarista en varios programas deportivos en Japón.

## Problemas de salud y muerte
Takanonami fue diagnosticado primero por tener un posible problema cardíaco, especialmente una fibrilación auricular en 1998. Pasó algún tiempo en el hospital, mientras todavía era rikishi en activo, pero en febrero del 2006 fue admitido en el hospital una vez más con septicemia, neumonía y otras complicaciones. Cayó en un paro cardiaco y tuvo que someterse a una cirugía de emergencia que le salvó la vida. El 20 de junio del 2015 murió de una insuficiencia cardiaca aguda.

## Historial
| Año (Honbasho) | Hatsu Basho (Enero) (ciudad de Tokio) | Haru Basho (Marzo) (ciudad de Osaka) | Natsu Basho (Mayo) (ciudad de Tokio) | Nagoya Basho (Julio) (ciudad de Nagoya) | Aki Basho (Septiembre) (ciudad de Tokio) | Kyushu Basho (Noviembre) (ciudad de Fukuoka) | Victorias / Derrotas / Ausencias |
| 1987           | —                                     | Maezumo Hatsu Dohyō 0 - 0            | Jonokuchi 4 Este 6 - 1               | Jonidan 87 Este 4 - 3                   | Jonidan 58 Este 4 - 3                    | Jonidan 29 Oeste 3 - 4                       | 17 - 11                          |
| 1988           | Jonidan 41 Oeste 6 - 1                | Sandanme 81 Oeste 4 - 3              | Sandanme 61 Oeste 3 - 4              | Sandanme 76 Este 5 - 2                  | Sandanme 41 Oeste 4 - 3                  | Sandanme 23 Oeste 4 - 3                      | 26 - 16                          |
| 1989           | Sandanme 10 Oeste 4 - 3               | Makushita 58 Oeste 4 - 3             | Makushita 43 Oeste 4 - 3             | Makushita 33 Este 4 - 3                 | Makushita 24 Este 4 - 3                  | Makushita 16 Oeste 1 - 1 - 5                 | 21 - 16 - 5                      |
| 1990           | Makushita 40 Este 5 - 2               | Makushita 24 Este 5 - 2              | Makushita 11 Oeste 4 - 3             | Makushita 8 Oeste 2 - 5                 | Makushita 22 Oeste 5 - 2                 | Makushita 9 Este 4 - 3                       | 25 - 17                          |
| 1991           | Makushita 4 Este 5 - 2                | Jūryō 13 Este 9 - 6                  | Jūryō 7 Este 8 - 7                   | Jūryō 4 Oeste 7 - 8                     | Jūryō 6 Este 12 - 3                      | Maegashira 13 Este 8 - 7                     | 49 - 33                          |
| 1992           | Maegashira 11 Este 10 - 5             | Maegashira 4 Este 5 - 10             | Maegashira 10 Este 7 - 8             | Maegashira 12 Oeste 9 - 6               | Maegashira 5 Oeste 6 - 9                 | Maegashira 10 Este 9 - 6                     | 46 - 44                          |
| 1993           | Maegashira 7 Este 10 - 5              | Maegashira 1 Este 9 - 6              | Komusubi 1 Este 10 - 5               | Sekiwake 2 Este 9 - 6                   | Sekiwake 1 Oeste 10 - 5                  | Sekiwake 1 Este 12 - 3                       | 60 - 30                          |
| 1994           | Sekiwake 1 Oeste 13 - 2               | Ōzeki 2 Este 13 - 2                  | Ōzeki 1 Este 9 - 6                   | Ōzeki 2 Este 12 - 3                     | Ōzeki 2 Este 12 - 3                      | Ōzeki 2 Este 12 - 3                          | 70 - 20                          |
| 1995           | Ōzeki 1 Este 11 - 4                   | Ōzeki 2 Este 9 - 6                   | Ōzeki 2 Este 6 - 9                   | Ōzeki 2 Este 9 - 6                      | Ōzeki 2 Este 8 - 7                       | Ōzeki 2 Este 9 - 6                           | 52 - 38                          |
| 1996           | Ōzeki 2 Este 14 - 1                   | Ōzeki 1 Este 11 - 4                  | Ōzeki 1 Oeste 12 - 3                 | Ōzeki 1 Oeste 12 - 3                    | Ōzeki 1 Este 9 - 6                       | Ōzeki 2 Este 11 - 4                          | 69 - 21                          |
| 1997           | Ōzeki 2 Este 6 - 9                    | Ōzeki 2 Este 11 - 4                  | Ōzeki 1 Oeste 10 - 5                 | Ōzeki 2 Este 9 - 6                      | Ōzeki 1 Oeste 12 - 3                     | Ōzeki 1 Oeste 14 - 1                         | 62 - 28                          |
| 1998           | Ōzeki 1 Este 10 - 5                   | Ōzeki 1 Oeste 8 - 7                  | Ōzeki 2 Este 11 - 4                  | Ōzeki 1 Este 9 - 6                      | Ōzeki 1 Oeste 10 - 5                     | Ōzeki 1 Oeste 8 - 7                          | 56 - 34                          |
| 1999           | Ōzeki 1 Oeste 6 - 9                   | Ōzeki 2 Oeste 12 - 3                 | Ōzeki 1 Oeste 9 - 6                  | Ōzeki 1 Este 8 - 7                      | Ōzeki 1 Este 3 - 4 - 8                   | Ōzeki 2 Este 6 - 9                           | 44 - 38 - 8                      |
| 2000           | Sekiwake 2 Oeste 10 - 5               | Ōzeki 2 Este 7 - 8                   | Ōzeki 2 Oeste 6 - 9                  | Sekiwake 2 Oeste 7 - 8                  | Komusubi 1 Oeste 9 - 6                   | Sekiwake 1 Este 6 - 9                        | 45 - 45                          |
| 2001           | Maegashira 1 Este 6 - 9               | Maegashira 3 Este 6 - 9              | Maegashira 5 Oeste 8 - 7             | Maegashira 1 Oeste 5 - 10               | Maegashira 5 Este 5 - 10                 | Maegashira 10 Este 9 - 6                     | 39 - 51                          |
| 2002           | Maegashira 3 Oeste 8 - 7              | Komusubi 1 Oeste 6 - 9               | Maegashira 2 Este 4 - 11             | Maegashira 7 Oeste 9 - 6                | Komusubi 1 Oeste 7 - 8                   | Maegashira 1 Este 10 - 5                     | 44 - 46                          |
| 2003           | Komusubi 1 Este 7 - 8                 | Maegashira 1 Este 7 - 8              | Maegashira 2 Oeste 7 - 8             | Maegashira 3 Este 6 - 9                 | Maegashira 4 Oeste 7 - 8                 | Maegashira 5 Este 5 - 10                     | 39 - 51                          |
| 2004           | Maegashira 10 Este 8 - 7              | Maegashira 8 Oeste 5 - 10            | Maegashira 13 Este 0 - 3 - 12        | —                                       | —                                        | —                                            | 13 - 20 - 12                     |